# Bogeman
Bogeman var en svensk adelsätt.

## Biografi
Släkten hette tidigare Bauman och var bördig från Elsass, varifrån Johan Bauman kom innan han inträdde i svensk tjänst som kapten. Hans hustru var kammarjungfru hos drottning Kristina och hette Marie de Courlas. Deras son Johan Bauman (1646–1710) var major i flottan, när han år 1682 adlades med namnet Bogeman. Släkten introducerades 1686 på nummer 1038. Johan Bogemans hustru var Christina Svensdotter (Svart) vars mor var en Bure. De fick fem söner och en dotter. Dottern var gift Palmstedt och Ekestubbe.
Ätten fortlevde på svärdssidan med en son, Johan Jacob Bogeman till Bolltorp, Göberga, Oberga och Elfstorp (1682–1736). Han fick två döttrar som gifte sig von Hartmansdorff och von Hagendorn, och en son, hovjunkare Carl Johan Bogeman, vars dotter gifte sig Stålhammar. Han fick bara en son som förde ätten vidare, kapten Adolph Gabriel Bogeman. Ätten slocknade på svärdssidan 1950.